# José Bento Leite Ferreira de Melo
José Bento Leite Ferreira de Melo (São Gonçalo do Sapucaí, 6 de janeiro de 1785 — Pouso Alegre, 8 de fevereiro de 1844) foi um sacerdote católico, jornalista e político brasileiro, deputado geral e senador do Império do Brasil de 1834 a 1844.

## Vida
Era filho de José Joaquim Leite Ferreira e Escolástica Bernardida de Melo. Seus avós paternos eram o capitão Manoel Leite Ferreira e Antônia do Espírito Santo Gouveia. Seus avós maternos foram o capitão Bento Correia de Melo, um dos primeiros moradores de São Gonçalo, e Dona Maria da Visitação.
José Bento foi importante figura de seu tempo. Editou, em Pouso Alegre, o primeiro jornal do Sul de Minas, O Pregoeiro Constitucional, que fez campanha pelas reformas liberais durante o primeiro reinado. Como deputado, aliou-se ao Padre Feijó, junto a quem participou do Golpe de 30 de Julho em 1832, sendo em sua tipografia que foi publicada a Constituição de Pouso Alegre. Como senador, tomou parte, ainda, do Golpe da Maioridade, que levou ao trono o imperador Dom Pedro II, ainda impúbere, em 1841.
Morreu assassinado em 8 de fevereiro de 1844, quando, a cavalo, se dirigia à sua fazenda.
A praça central de Pouso Alegre bem como o Município de Senador José Bento, foram denominados em sua homenagem.